# 田樂義
田樂義（1544年—？），字宜卿，號英野，河南開封府蘭陽縣人，匠籍，明朝政治人物。

## 生平
嘉靖四十三年（1564年）甲子科河南鄉試第六十六名舉人，隆慶五年（1571年）中式辛未科會試第三百二十二名，三甲第二百五十三名進士。刑部觀政，初授台州府推官，萬曆五年（1577年）闰八月選授户科给事中，七年二月以年例外放四川按察司佥事，十年正月升湖广左参议，十一年八月升为山东副使、整饬临清兵备，十五年二月升湖广左参政，十六年二月以山东巡按御史毛在论劾前任山东副使時不职，被降一级调用。

## 家族
曾祖田翱；祖父田宗平；父田可猷，母常氏。慈侍下。兄田樂善，弟田樂生。